# 石田雄治
石田 雄治（いしだ ゆうじ）は、日本の映像プロデューサー。

## プロフィール
大学卒業後にCBSソニー、ギャガ、ポニーキャニオンで音楽制作・宣伝や洋画買付け、映像制作に携わり、2002年にアミューズ入社後より本格的に映画制作を始める。2010年から2018年まで日活に企画製作部エグゼクティブプロデューサーとして在籍、映画だけでなく、テレビ・ドラマやミュージックビデオも手掛ける。日活を退社後は漫画の企画原作や店舗プロデュースなども始めている。

## 映画
- 2LDK（ザナドゥー、2002年） - プロデューサー
- 荒神（ザナドゥー、2002年） - プロデューサー
- 銃声　LAST DROP OF BLOOD（ザナドゥー、2003年）-プロデューサー
- 下妻物語（東宝、2004年） - プロデューサー
- 隣人13号（メディア・スーツ、2005年）-アソシエイトプロデューサー
- 嫌われ松子の一生（東宝、2006年） - プロデューサー
- いちばんきれいな水（アミューズソフトエンタテインメント/博報堂DYメディアパートナーズ、2006年） - 企画
- アヒルと鴨のコインロッカー（ザナドゥー、2007年） - アソシエイトプロデューサー
- 自虐の詩（松竹、2007年） - プロデューサー
- 雨の翼（日活、2008年） - プロデューサー
- パコと魔法の絵本（東宝、2008年） - プロデューサー
- GSワンダーランド（日活、2008年）-製作
- ララピポ（日活、2009年） - プロデューサー
- 悪夢のエレベーター（日活、2009年） - 共同プロデューサー
- パーマネント野ばら（ショウゲート、2010年） - プロデューサー
- 告白（東宝、2010年） - プロデューサー
- さんかく（日活、2010年） - 企画
- 八日目の蝉（松竹、2011年） - 企画
- 荒川アンダー ザ ブリッジ THE MOVIE（ショウゲート、2012年） - プロデューサー
- 脳男（東宝、2013年） - 企画プロデュース
- 許されざる者（ワーナー・ブラザース映画、2013年） - ゼネラルプロデューサー
- クロユリ団地（松竹、2014年） - シニアプロデューサー
- Seventh Code（日活、2014年） - エグゼクティブプロデューサー
- トワイライト ささらさや（ワーナー・ブラザース映画、2014年） - 企画・プロデューサー
- 人生の約束（東宝、2015年）-プロデューサー
- ヒメアノ〜ル（日活、2016年）-企画
- ヒーローマニア-生活-（東映・日活、2016年）-企画
- 散歩する侵略者（松竹、2017年）-企画プロデュース
- ユリゴコロ（東映・日活、2017年）-プロデューサー
- サニー/32（日活、2018年）-企画
- 神は見返りを求める（パルコ、2022年）-企画
- Cloud クラウド(日活、2023年）-企画協力

## テレビドラマ
- 天然少女萬（WOWOW、1999年）-プロデューサー
- 天然少女萬NEXT-横浜百夜篇（WOWOW、1999年）-原案・プロデューサー
- スカイハイ（テレビ朝日、2003年）-プロデューサー
- 紺野さんと遊ぼう（WOWOW、2008年）-エグゼクティブプロデューサー
- マジすか学園（テレビ東京、2010年） - プロデューサー
- マジすか学園2（テレビ東京、2011年） - プロデューサー
- 荒川アンダー・ザ・ブリッジ（毎日放送・TBS、2011年）-プロデューサー